# Gebr. Ludewig

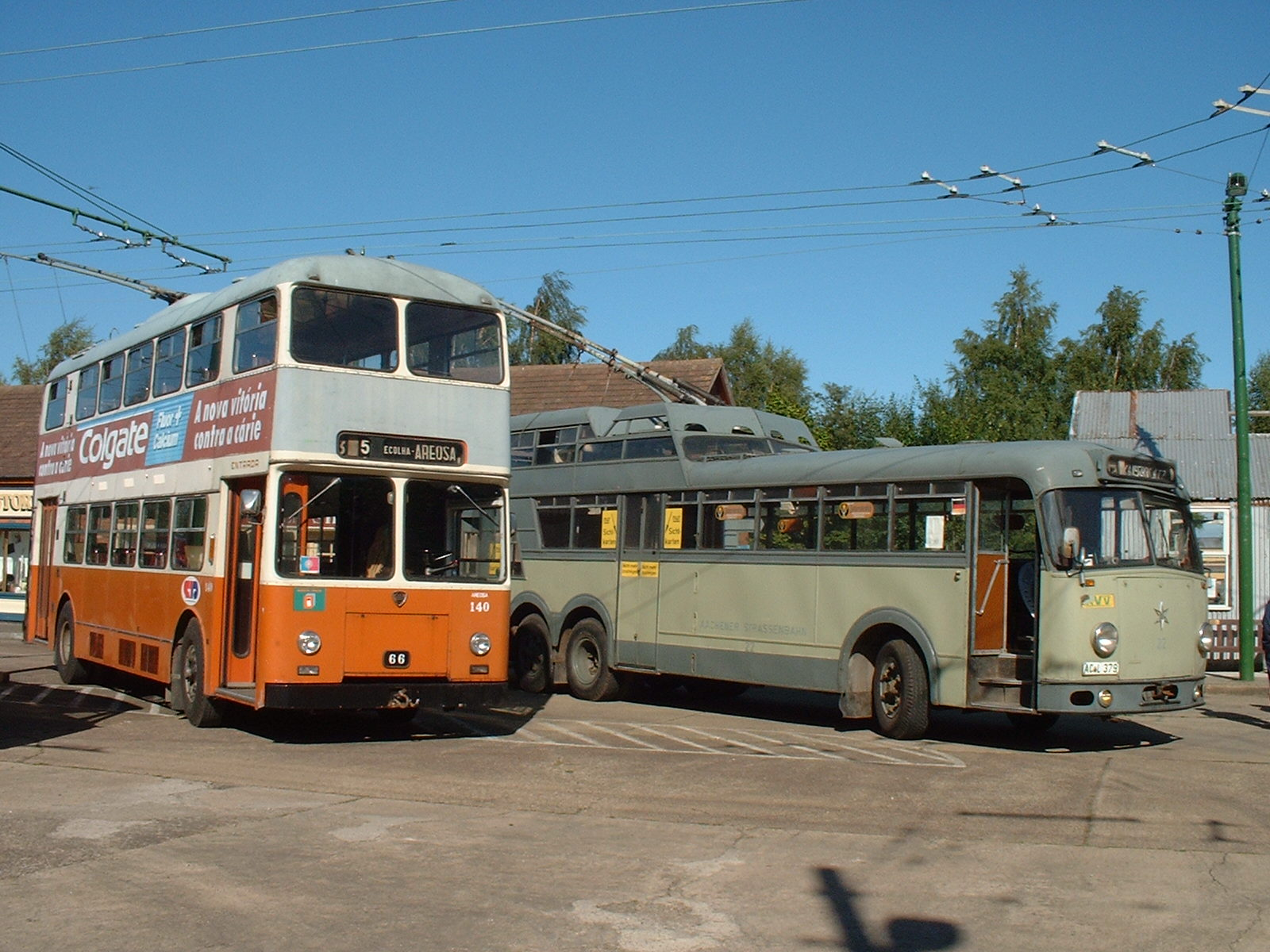
Rechts: ein Anderthalbdecker-Oberleitungsbus aus Aachen von Henschel mit einem Aufbau der Gebr. Ludewig

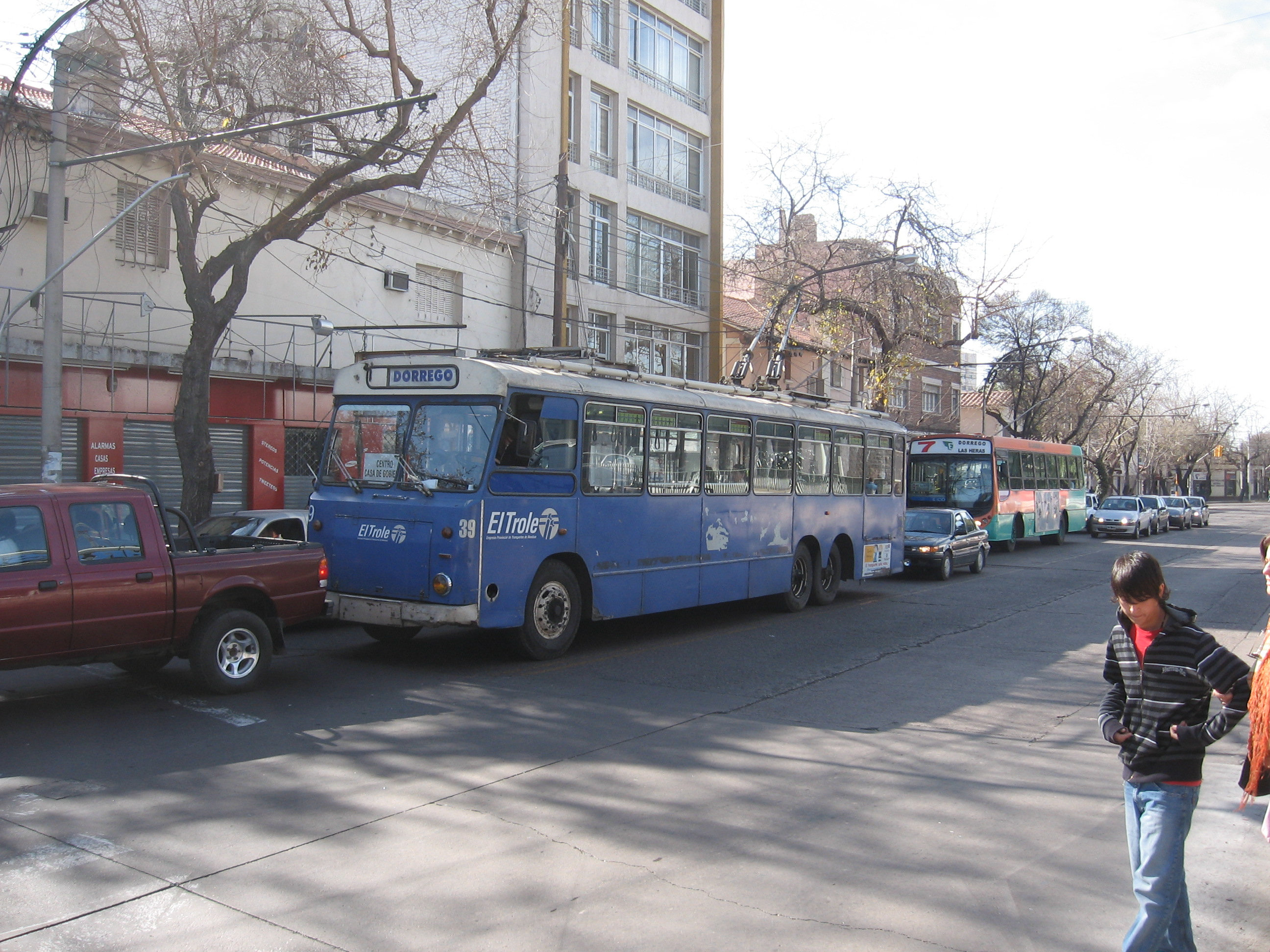
Ein Trolleybus Solingen mit Ludewig-Aufbau, hier 2008 noch im Einsatz in der argentinischen Stadt Mendoza

Das Unternehmen Gebr. Ludewig betrieb eine Karosseriefabrik in Essen. Es machte sich vor allem als Hersteller von Omnibussen einschließlich Oberleitungsbussen und insbesondere von Anderthalbdeckerbussen einen Namen.

## Firmengeschichte

### Bis 1945
Das Unternehmen begann 1909 in Essen unter der Firma „Kopp & Ludewig“ Aufbauten für PKW und Kombis herzustellen. Seit 1919 bestand der Standort an der Steeler Straße. Der Name der Firma änderte sich in „Gebr. Ludewig GmbH“. In den 1920er Jahren erhielt man die Werksvertretung von Bugatti. Ab 1934 wurden Karosserien für Omnibusse vor allem auf Fahrgestellen von Opel hergestellt. Im Krieg folgten militärische Busse.

### Nach dem Zweiten Weltkrieg
Nach dem Krieg begann eine Kooperation bei der Busherstellung mit Büssing. Eine Besonderheit der Gebr. Ludewig war ab 1949 die Entwicklung von Anderthalbdecker-Omnibussen. Sie verfügten über einen abgesenkten Heckbereich und darüber ein zweites Deck. So konnte das Sitzplatzvolumen bei kaum mehr Fahrzeuglänge gesteigert werden. Wegen des erhöhten Fahrzeuggewichts wurden die Busse hinten mit einer zusätzlichen Schleppachse ausgerüstet. Vor allem in den Großstädten Nordrhein-Westfalens waren Anderthalbdecker im Linienbusbereich bei längeren Fahrtstrecken beliebt, um z. B. Nachbarstädte miteinander zu verbinden. Auch 22 Oberleitungsbusse wurden als Anderthalbdecker vom Unternehmen Gebr. Ludewig gebaut. Im Reisebusbereich sah man Anderthalbdecker seltener, obwohl ab 1960 der Betrieb von Busanhängern verboten wurde. Im Reiseverkehr wurden die Sitzplätze im Unterdeckbereich von den Fahrgäste nicht gerne angenommen; im Linienverkehr befand sich bei frühen Modellen in diesem Bereich der niederflurige Einstiegsperron und daneben der Schaffnersitz. Im Linienverkehr ermöglichte diese Bauweise einen schnellen Zustieg der Fahrgäste. Nach Einführung des Einmannbetriebs änderte sich die Richtung des Fahrgastflusses, so dass der Einstieg nun vorn beim Fahrer war. Der bisherige Vorteil ging damit verloren.
Durch den Erfolg beim Bau von Anderthalbdeckern im Linienbusgeschäft vernachlässigte Ludewig den Markt für Reisebusse. Ab den 1960er Jahren kamen verstärkt Gelenkbusse auf, die ebenfalls über ein größeres Fahrgastvolumen verfügen. Diese Busse wurden zunächst von anderen Aufbauherstellern wie Gaubschat in Berlin, Göppel in Augsburg und Vetter in Fellbach gefertigt. Ab 1968 stellte Ludewig auf Fahrwerken von Daimler-Benz und Büssing auch selbst Gelenkbusse her. Später wurden Busse zunehmend von den marktbeherrschenden Nutzfahrzeugherstellern Daimler-Benz und MAN komplett selbst hergestellt. Das Unternehmen Ludewig musste deshalb 1976 die Omnibusherstellung aufgeben. Die Fertigung von Anderthalbdeckerbussen führte noch bis 1983 das Unternehmen Vetter fort.
Der ursprüngliche Betrieb an der Steeler Straße in Essen firmierte zuletzt als Gebr. Ludewig GmbH & Co. KG, er hatte sich auf die Reparatur von Omnibussen und die Herstellung von Sonderaufbauten spezialisiert. Ende Januar 2015 wurde bekannt, dass die Firma Insolvenz angemeldet hatte. Zunächst lief der Betrieb noch weiter. Im November 2018 wurden die Werksanlagen abgebrochen.